# Keep It Together (dal)
A Keep It Together című dal Madonna amerikai énekesnő 1990. január 30-án megjelent hatodik és egyben utolsó kimásolt kislemeze a Like a Prayer című negyedik stúdióalbumáról. A dalt a Sire Records jelentette meg az Egyesült Államokban, Kanadában, és Japánban. A dalt Madonna és Stephen Bray írta. A "Keep It Together" fő inspirációja Madonna kapcsolata volt családjával – amely hiányzott Madonnának a színész Sean Penntől való válása után. A dalt az amerikai funk és soul csapat a Sly and the Family Stone együttes tiszteletére írták. A dalszövegek arról szólnak, hogy Madonna életében mennyire fontos volt a család. A pop, funk és deep funk dal ütemes ritmusokat, és "groove"-okat tartalmaz, valamint ütős hangszereket, bendzsó és Konga hangszereket.
Az Egyesült Királyságban és néhány más országban a Dear Jessie volt az album utolsó kislemeze, és a "Keep It Together" nem került kiadásra. Egyes kritikusok összehasonlították a "Keep It Together" című dalt a Sister Sledge dalaival, különösen a We Are Family című dallal. A dal kereskedelmi siker volt, és a Billboard Hot 100-as és kanadai listákon a 8. helyezett volt, miközben az Egyesült Államok tánclistájának élére került. Ausztráliában a dalt dupla A oldalas kislemezen jelentették meg a Vogue dallal együtt. A "Keep It Together" című dalt Madonna az 1990-es Blond Ambition World Tour záró dalaként adta elő. Az előadást az 1971-es Sci-fi film, a "A Clockwork Orange" ihlette, Madonna pedig a dal bevezetőjeként a Sly and the Family Stone "Family Affair" című dalát énekelte.

## Előzmények és megjelenés

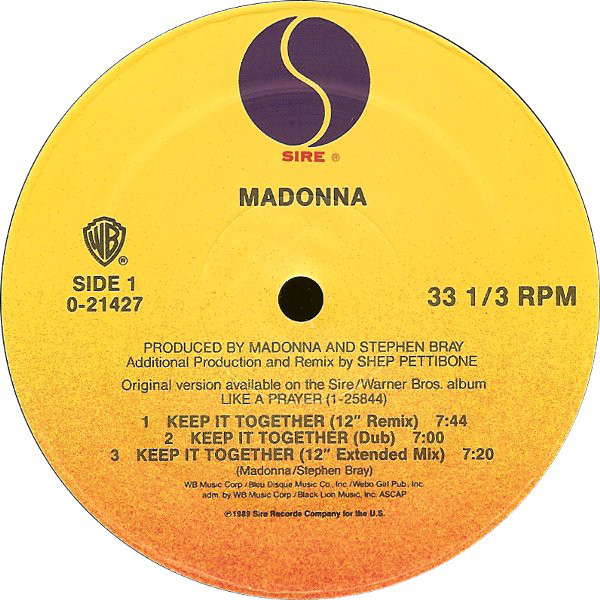
A "Keep It Together" amerikai 12-es vinyl kiadása

Amikor Madonna elkezdett dolgozni negyedik stúdióalbumán a Like a Prayeren, különös érzelmi állapotban volt. Ekkor vált el férjétől, ekkor ünnepelte 30. születésnapját, és kedvezőtlen értékeléseket kapott színészi képességeire. Elgondolkodott bizonyos személyes dolgokon, amely szerinte az új album zenei iránya is lehetne. Megértette, hogy a közönség vele együtt nőtt fel, és úgy érezte, hogy valami mást kell kipróbálni. Madonna azt akarta, hogy az új album hangzása jelezze azt, ami népszerű a zenében. Katolikusként Madonna bűnösnek érezte magát házasságának kudarca miatt. Azt mondta: "Mivel a katolicizmusban született bűnös vagy, egész életedben az maradt...Nem tudtam elmenekülni a múltamtól, és nem is tudtam kipihenni azt". Madonna szomorú volt, mert hiányzott a családja, apja és testvérei. Egy interjú kapcsán az az alábbiakat nyilatkozta Becky Johnstonnak a Interview magazin számára:

Felnőttkoromban nem éreztem magam jól senki közelében a családból. [...] Nem éreztem magamhoz  közel az idősebb testvéreimet, csak tipikus idősebb testvérek voltak, akik mindig kínoztak. Nem éreztem magamhoz közel a nővéreimet sem. Nagyon sokat versenyeztünk a családban. [...] Keményen dolgoztam az iskolában. Egyenes diák voltam, és ezért utáltak is érte, mert inkább saját magam adtam. Amikor aztán egy kicsit idősebb lettem – középiskolás koromban – komolyan elkezdtem táncolni – azt mondanám, hogy közelebb kerültem a testvéreimhez. Legidősebb bátyám sok mindenre felnyitotta a szemem."

A dalt az album 6. és egyben utolsó kislemezeként adta ki a Sire Records 1990. január 30-án. Ausztráliában a dalt a "Vogue"-val közösen jelentették meg a B. oldalon, míg az Egyesült Királyságban a dal egyáltalán nem jelent meg, ott a Dear Jessie volt az utolsó kislemez. A "Keep It Together" volt az egyik első kislemez, amely Maxi CD formátumban jelent meg remixekkel. A rádió mix változathoz hozzáadtak egy R&B House ritmust. A többi remix sem volt sokban különböző, de ütőhangszereket tartalmazott.

## Felvétel és összetétel
A "Keep It Together" egy pop, funk és deep funk dal, vitám ritmussal, és grooveokkal. A producer Madonna és Bray voltak. Paulinho da Costa ütőshangszeren, míg David Boruff és Stephen Madaio fúvós hangszereken játszott. Bill Bottrell volt a hangmérnök és Chester Kamen a gitáros. Madonna szerint Prince is játszott gitáron a felvételen, azonban ezt nem tüntették fel.
Sal Cinquemani a Slant magazintól megjegyezte, hogy a dalt a Sly and the Family Stone "Family Affair" című 1971-es dala inspirálta. A dal basszusgitár hanggal és szintetikus basszussal indul együtt, amikor Madonna a következő szöveget énekli: "Keep, keep it together, keep people together forever and ever". Az első verse indulásakor gitárhang hallatszik, majd Madonna hangját bendzsó és ütőshangszerek támogatják. A második kórus végén Madonna így szól: "Brothers and sisters, They hold the key, To your heart and your soul, Don't forget that your family is gold". Ekkor az ütős hangszerek is elhalkulnak, és egy konga dob hang kerül a képbe. A dal azzal ér véget, hogy a fő hang fokozatosan elhalkul.
Rikky Rooksby a The Complete Guide to the Music of Madonna szerzője szerint a "Keep It Together" a Sly and the Family Stone előtt tiszteleg, és a dalszövegek arról szólnak, hogy felismerik, mennyire fontos volt Madonnának a családi stabilitás, különösen a testvérek, akik mindig ott voltak neki. "Az otthonnak ott kell lennie, ahol a szív van"

## Kritikák
Mark C. Taylor a Nots: Religion and Postmodernism szerzője úgy érezte, hogy a "Keep It Together" című dal a családi értékek hivatkozásának feltűnő példája. Úgy vélte, hogy Madonna családja iránti vonzódása tükröződik a dalban. Carol Benz a The Madonna Connection szerzője úgy gondolta, hogy a dal sikeresen igazolja a családi kapcsolatok fontosságát. J. Randy Taraborrelli a Madonna: An Intimate Biography szerzője a dalt úgy említette, mint a családok megpróbáltatásainak, valamint örömeinek összecsapása. Martha Bayes a Hole In Our Soul szerzője úgy érezte, hogy a "Keep It Together" című dal a funkcionális jellege miatt nem vált himnuszává az érzelmi elkötelezettségnek. Chistopher Anderson író úgy gondolja, hogy a dal méltó lett volna arra, hogy első helyezést érjen el, és gratulált a dal témája végett a hűséges családi kép megalkotása végett, annak ellenére, hogy előfordulhat válság, széthúzás is egy családban. Lucy O'Brien a Madonna: Like an Icon szerzője ezt a "testvérek hatalmának meditációjaként" írja le, és úgy vélte, hogy a dal mögött a testvérek otthoni képe jelenik meg, melyben boldogok, és együtt vannak. Madonnának vissza kell állítania azokat a kötelékeket, és kapcsolatokat, amelyek akkoriban elárasztották, vagy távol voltak az életében. Hadley Freeman a The Guardian "Keep It Together" elnevezést csodálatosnak tartotta, nyilvánvalóan azért, mert Madonna átvette a Sister Sledge "We Are Family" fogalmát. Ezt a koncepciót senki nem láthatta előre, de az tény, hogy később családtagjai bizonyos tagjait megtagadja, mondjuk érdekes irónia árnyalatú a dolog.
Edna Gunderson (USA Today) azt írta a dalról, hogy a "Keep It Together" egy R&B groove dal, amely sikeres volt, és több variációt adott a Like a Prayer albumnak. Ezzel szemben Ian Blair a Chicago Tribune-tól úgy gondolta, hogy a dal eltérő funk tempója elvonja az album érzelmi hányadát. Blair hozzátette, hogy a dal egy olyan horonyba ütközik, amely az egyik legszerencsésebb dolog, amit Madonna valaha tett. Scott Benade a The Palm Beach Post-tól a dalt az egyik lehangoló pillanatának sorolta. Andy Goldberg a Jerusalem Post-nak tett írásában a dalt az album egyik legfontosabb elemeként jellemezte, és gratulált a családorientált dalszöveghez. Bruce Britt a Boca Raton News-től úgy gondolta, hogy a "Keep It Together" az album egyik dala, amely példája volt Madonna dalszövegeinek személyes megközelítéséhez.
Joe Levy a Spin-től a dalt egy "nagyszerű" tánc felvételnek nevezte a Like a Prayer című albumról. Azt is megfigyelte, hogy a "Keep It Together" egy girly-disco dal, melyet a Sister Sledge féle We Are Family című dal, és a saját Into the Groove című dala inspirált. Stephen Holden a The New York Times-től úgy gondolta, hogy a dal a Sly and the Family Stone pop-funk stílusát, és annak hippi boldogságérzetét hordozza. J.D Considine újságíró, miközben a Like a Prayer-ről olvasott a Rolling Stone magazinban, úgy érezte, hogy a "Keep It Together" ábrázolása Considine-t aggodalommal töltötte el, mivel a Like a Prayer dalok vallásos jellege erős érzelmeket váltott ki a hallgatók részéről, és a "Keep It Together" valószínűleg szinte triviálisnak tűnik velük szemben. Stephen Thomas Erlewine AllMusic úgy gondolta, hogy a dal deep funk stílusú zenéből áll. Jose F. Promis szintén az Allmusic-tól kiegészítette a dalt azzal, hogy Madonna egyik legjobb és legfunkcionálisabb dallama a késői 80-as évek végén, és a korai 90-es évek elején, így a  house és az R&B kiváló példája. Louis Virtel a The Backlot-tól pozitív értékelést adott a dalról, és ezt egy összejött családi összejövetelnek nevezte, mely az Oh Father komor családi elszámolásának "napos" oldala. Kenneth Partridge a Billboard-tól egy közép tempójú szinti-funk dallamnak nevezte a dalt erős groove-okkal, amelyen Madonna olajfa ágat kínál az elidegenített apjának, és testvéreinek. Richard LeBeau (Medium website) negatívan értékelte a dalt, és azt mondta, hogy a Like a Prayer ötödik kislemeze halványabb, mint a megelőző négy.

## Sikerek
A "Keep It Together" az Egyesült Államokban a Billboard Hot 100-as kislemezlistán az 56. helyen debütált az 1990. február 3-i héten. A következő héten a dal a 41. helyre csúszott, és az egyik legnagyobb volt a dalok között. A dal végül a Hot 100-on 1990. március 31-én a 8. helyre került. A következő hetekben a dal gyorsan visszaesett ebből a pozícióból, amikor Madonna következő kislemeze a Vogue felkerült a listára, és hatalmas airplay sláger lett. A dal utolsó megjelenése 1990. április 28-án volt, a 83. helyezéssel. A dal a Hot Dance Music / Club Play listán az első volt, de felkerült a Hot R&B /Hip-Hop dalok listájára is a 66. helyre. Három nappal a kislemez megjelenése után az Amerikai Hanglemezgyártók Szövetsége arany minősítéssel díjazta az 500.000 eladott példányszámot. Kanadában a dal az RPM kislemezlistán a 85. helyen debütált 1990. február 10-én, és nyolc hét után a 8. helyre került. A "Keep It Together" 15 hétig volt jelen a slágerlistán, és az 1990-es év RPM összesített listáján a 86. helyezést érte el.
Ausztráliában a "Keep It Together" az ARIA kislemezlistán a "Vogue"-val együtt a 19. helyen debütált, majd a következő héten a elérte a csúcsot, öt egymást követő héten maradva ebben a pozícióban. A dal összesen 35 hétig volt jelen a listán, és az 1990-es év összesített év végi listáján a 3. helyen végzett.  A kislemez dupla platina helyezést kapott az Ausztrál Hanglemezgyártók Szövetsége által a 140.000 eladott példányszám alapján. Japán a "Keep It Together" az Oricon kislemezlistán az 5. helyen szerepelt. A kislemezt nem jelentették meg az Egyesült Királyságban, ahol a Dear Jessie volt a Like a Prayer utolsó kislemeze.

## Élő előadások

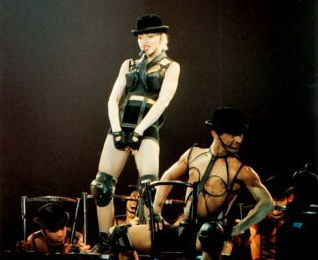
A "Keep It Together" előadása közben a Blond Ambition világturnén (1990)

Madonna csak az 1990-es Blond Ambition World Tour-on adta elő a dalt, ahol ez volt a lista záró dala. Az előadásokat az 1971-es Sci-fi film a "A Clockwork Orange" ihlette. A műsorok a Sly and the Family Stone "Family Affair" című dalának bevezetőjével kezdődtek. Madonna egy teljesen fekete együttest viselt a színpadon, mellénnyel, és hosszú horogsoros melltartóval, elegáns rövidnadrággal. Térdén térdpárnákkal, és bowling sapkával. A színpadon Liza Minnelli bólintását is felelevenítette a Cabalet című filmből. AZ előadás azzal kezdődött, hogy a táncosok megjelentek a színpadon, székekkel a hátukon. Madonna a középső részen jelent meg, majd elkezdte a "Family Affair"-t énekelni, majd a dal közepén átváltott a "Keep It Together"-re. A zene közepén Madonna és táncosai bonyolult koreográfiát mutattak be a színpadon a székekkel. A végén az összes zenész, táncos és közreműködő otthagyta Madonnát a színpadon egyedül, hogy befejezze a "Keep people together forever and ever" sorokat.
A The New York Times-től Stephen Holden készített egy interjút Madonnával, aki elmagyarázta az előadás jelentőségét. "Végülis, ha úgy gondolja, a koncertet boldog hangzással fejezem be, és kijövök a családommal, hogy a Fosse-meet-Clockwork Orange -t átnevezzem a "Keep It Together" című műnek. Ez volt a show utolsó kijelentése a családról, mivel abszolút brutálisak vagyunk egymással, miközben nem tévedés, hogy mélyen szeretjük egymást". Lynne Layton szerző gratulált az előadáshoz, mondván, ugyanúgy, mint a materializmushoz, a nőiességhez, és minden máshoz való kettős hozzáállásban az előadást jelöli, ahogy visszatükrözi a nyitott családi élet előnyeivel és hátrányaival járó kapcsolatokat, mely nyilvánvalóan visszaadja sok ember tapasztalatát. John LeLand a Newsday-tól szintén megosztotta gondolatait, és elismeréssel volt Madonna és a táncosok felé az aerobic féle bemutatóért. Allen Metz szerző ezzel szemben megjegyezte, hogy noha az előadás szorosan koreográfusos volt, az általános érzetet csodálta a dal saját hiányosságaiban.  Greg Kot a Chicago Tribune-tól úgy érezte, hogy a "Family Affair" sorok hozzáadásával aláhúzta a "Keep It Together" témáját, az "ahol a haza van, ott a szív van" témának. Louis Virtel a The Backlot-ból dicsérte a dal előadását, kijelentve ezzel, hogy tökéletes záró előadás volt. Két különböző előadást rögzítettek, mely a Blond Ambition – Japan Tour 90 felvétele volt Jokohama-ban 1990. április 27-én, illetve a Franciaország beli Blond Ambition World Tour Live, melyet 1990. augusztus 5-én rögzítettek. Az előadás bekerült az 1991-es Truth or Dare című dokumentumfilmbe is.

## Számlista
| - US 12" 1. "Keep It Together" (12" Remix) – 7:50 2. "Keep It Together" (Dub version) – 7:00 3. "Keep It Together" (12" Extended Mix) – 7:20 4. "Keep It Together" (12" Mix) – 6:50 5. "Keep It Together" (Bonus Beats) – 3:27 6. "Keep It Together" (Instrumental) – 5:52 - US 5" compact disc 1. "Keep It Together" (Single Remix) – 4:32 2. "Keep It Together" (12" Remix) – 7:50 3. "Keep It Together" (12" Mix) – 6:50 4. "Keep It Together" (12" Extended Mix) – 7:20 5. "Keep It Together" (Instrumental) – 5:52 | - US cassette single and 7" single 1. "Keep It Together" (Single Remix) – 4:32 2. "Keep It Together" (Instrumental) – 5:52 - Japanese maxi CD single/cassette 1. "Cherish" (Extended Version) – 6:21 2. "Keep It Together" (12" Remix) – 7:50 3. "Keep It Together" (Dub version) – 7:00 4. "Keep It Together" (12" Extended Mix) – 7:20 5. "Keep It Together" (12" Mix) – 6:50 6. "Keep It Together" (Bonus Beats) – 3:27 7. "Keep It Together" (Instrumental) – 5:52 |

## Közreműködő előadók
- Madonna – dalszerző, producer , ének
- Stephen Bray – dalszerző, producer
- Paulinho da Costa – ütőshangszerek
- David Boruff – húros hangszerek, vonósok
- Steven Madaio – fúvós hangszerek
- Bill Bottrell – hangmérnök , keverés
- Chester Kamen – gitárok

## Slágerlista
| Slágerlista (1990)                   | Legjobb helyezések |
| ------------------------------------ | ------------------ |
| Ausztrália (ARIA) a "Vogue"-val      | 1                  |
| Kanada Top Singles (RPM)             | 8                  |
| Japan International (Oricon)         | 5                  |
| US Billboard Hot 100                 | 8                  |
| US Hot Dance Club Songs (Billboard)  | 1                  |
| US Hot R&B/Hip-Hop Songs (Billboard) | 66                 |

| Slágerlista(1990)               | Helyezés |
| ------------------------------- | -------- |
| Australia (ARIA) a"Vogue"-val   | 3        |
| Canadian Top Singles (RPM)      | 86       |
| US Dance Club Songs (Billboard) | 28       |

## Minősítések
| Ország                                   | Minősítés  | Eladás  |
| ---------------------------------------- | ---------- | ------- |
| Ausztrália (ARIA) (a "Vogue"-val együtt) | 2x platina | 140.000 |
| Egyesült Államok(RIAA)                   | arany      | 500.000 |